# Aglutinación (biología)

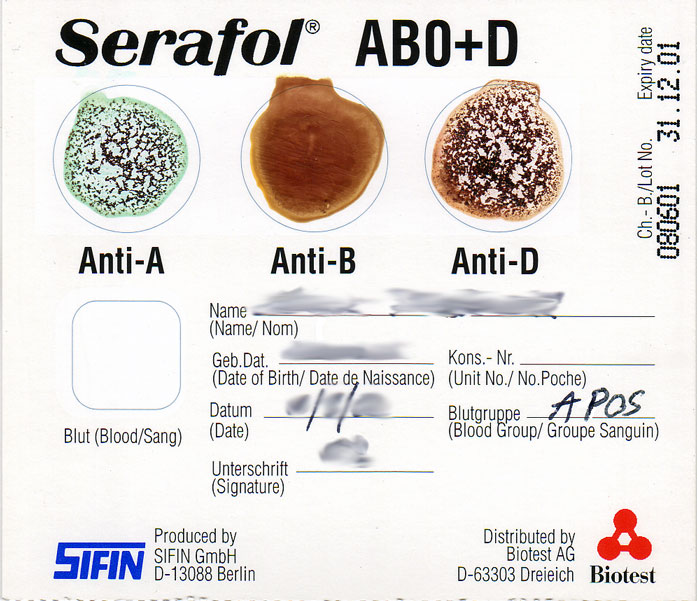
Fotografía de una tarjeta de grupo sanguíneo junto a la cama que muestra la aglutinación de sangre con anti-A y anti-Rh(D), pero no con anti-B.

La aglutinación es un agregado de células o bacterias debido a una formación entrelazada. El fundamento de la aglutinación es una reacción inmunoquímica que produce la agregación de bacterias o células recubiertas de antígeno o anticuerpo, en algunos casos contiene ambas.
La reacción de la aglutinación se EXTRAE en tres fases, la primera en la que se produce el contacto antígeno-anticuerpo sobre la superficie de la partícula (o célula) empleada, la segunda en la que las partículas se agregan y se puede visualizar la aglutinación, y la tercera en la que la aglutinación se puede observar sin la necesidad de un microscopio, cabe mencionar que no todos los cuerpos lo presentan, solo en algunos casos extraños. También es un fenómeno natural referente a los glóbulos rojos pero igualmente a los glóbulos blancos y a las plaquetas, que se produce cuando los anticuerpos presentes en el plasma se unen a antígenos transportados por estas células sanguíneas (la aglutinación puede también producirse con bacterias sometidas a la acción de anticuerpos). Se trata, pues, de un proceso a la vez inmunológico (reacción antígeno-anticuerpo) y físico (modificación del medio). Se puede observar generalmente a simple vista cuando se trata de la aglutinación de glóbulos rojos.
- Datos: Q393294